# 二丈町

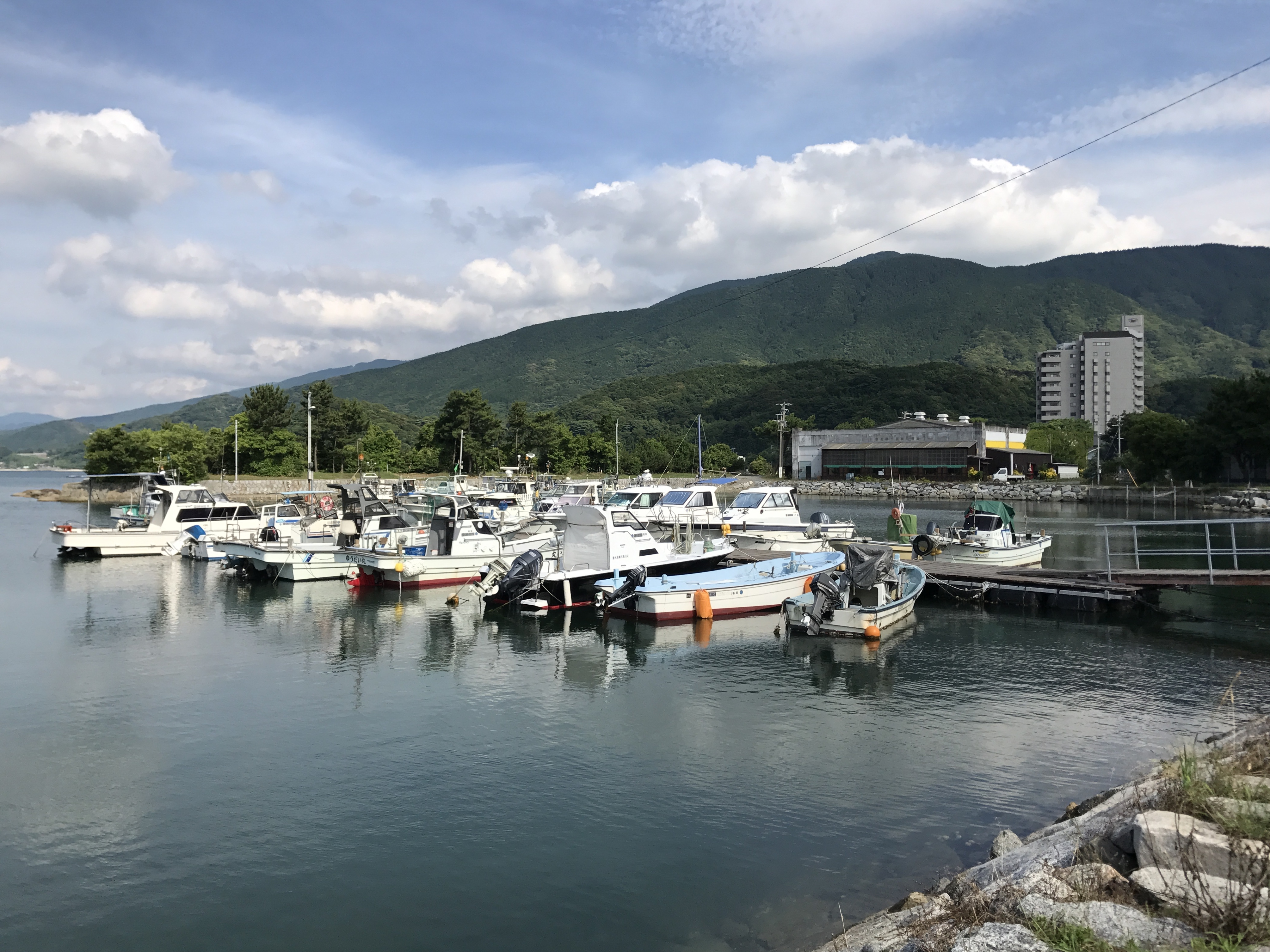
大入漁港と二丈岳

二丈町（にじょうまち）は、かつて福岡県の西部にあった町。2010年（平成22年）1月1日、隣接する前原市・糸島郡志摩町と新設合併し消滅した。新市名は糸島市である。

## 地理
二丈町は福岡県の最西端にあたり、佐賀県との県境に接しており福岡市と唐津市を結ぶルートの中間に位置する。町の中心部にあたる筑前深江駅から東側は福岡市のベッドタウンとして住宅地が開発されつつあるが、西側は穏やかな漁村のイメージが残っている。
北は玄界灘に面しており、南は脊振山地によって佐賀県と隔てられている。
- 山: 二丈岳 (711m)、十坊山 (535m)、浮嶽 (805m)、女岳 (748m)

### 隣接していた自治体
- 福岡県前原市
- 佐賀県唐津市

## 歴史
かつての一貴山、深江、福吉の3村の境にあたる二丈岳にその名を由来する。
- 1955年1月1日 - 糸島郡一貴山村、深江村、福吉村が合併し、二丈村が発足。
- 1965年4月1日 - 二丈村が町制施行。二丈町となる。
- 2010年1月1日 - 前原市、糸島郡志摩町と新設合併し、糸島市となり消滅。

## 地域

### 教育

#### 短期大学
- 西日本短期大学二丈キャンパス

#### 中学校
町立
- 二丈中学校
- 福吉中学校

#### 小学校
町立
- 一貴山小学校
- 深江小学校
- 福吉小学校

## 交通
すべて、合併の2010年時点の状況。

### 鉄道路線
- 九州旅客鉄道（JR九州）
  - 筑肥線
    - 一貴山駅 - 筑前深江駅 - 大入駅 - 福吉駅 - 鹿家駅

中心駅は筑前深江駅。

### バス
合併時点で町内に路線バスはなかった。

### 道路

#### 自動車専用道路
- 西九州自動車道: 二丈IC（仮称）、二丈鹿家IC
前原IC - 二丈IC（仮称）は事業中
二丈IC（仮称） - 二丈鹿家IC間は計画中

#### 一般有料道路
- 二丈浜玉有料道路: 二丈福井 - 吉井IC/TB - 鹿家IC - E35 二丈鹿家IC（鹿家PA）

#### 一般国道
- 国道202号

#### 県道
- 福岡県道49号大野城二丈線

## 名所
- 姉子浜の鳴き砂
- 二丈岳
- 十坊山
- 浮獄
- 二丈温泉きららの湯（ラドン温泉）

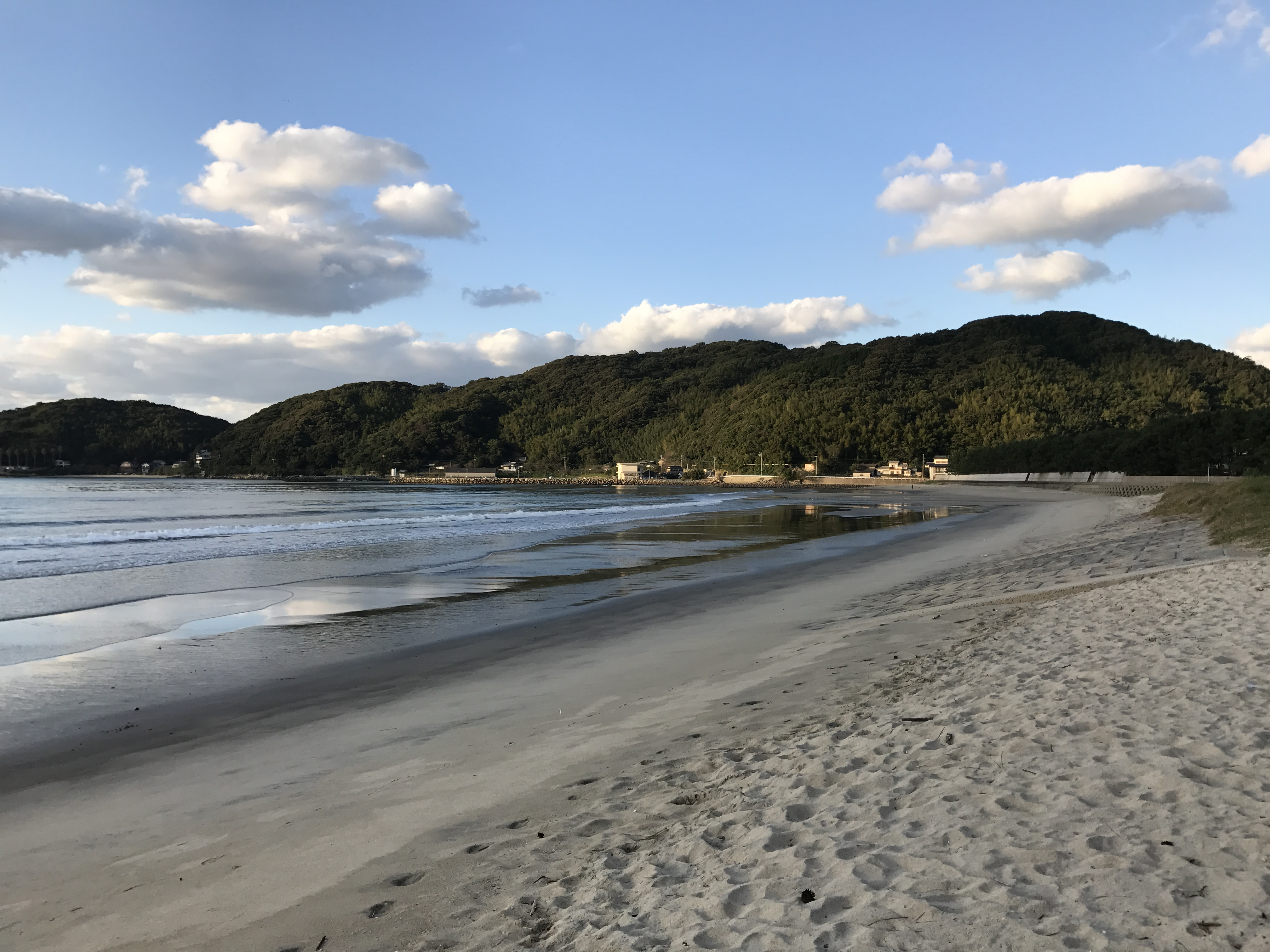
深江海水浴場

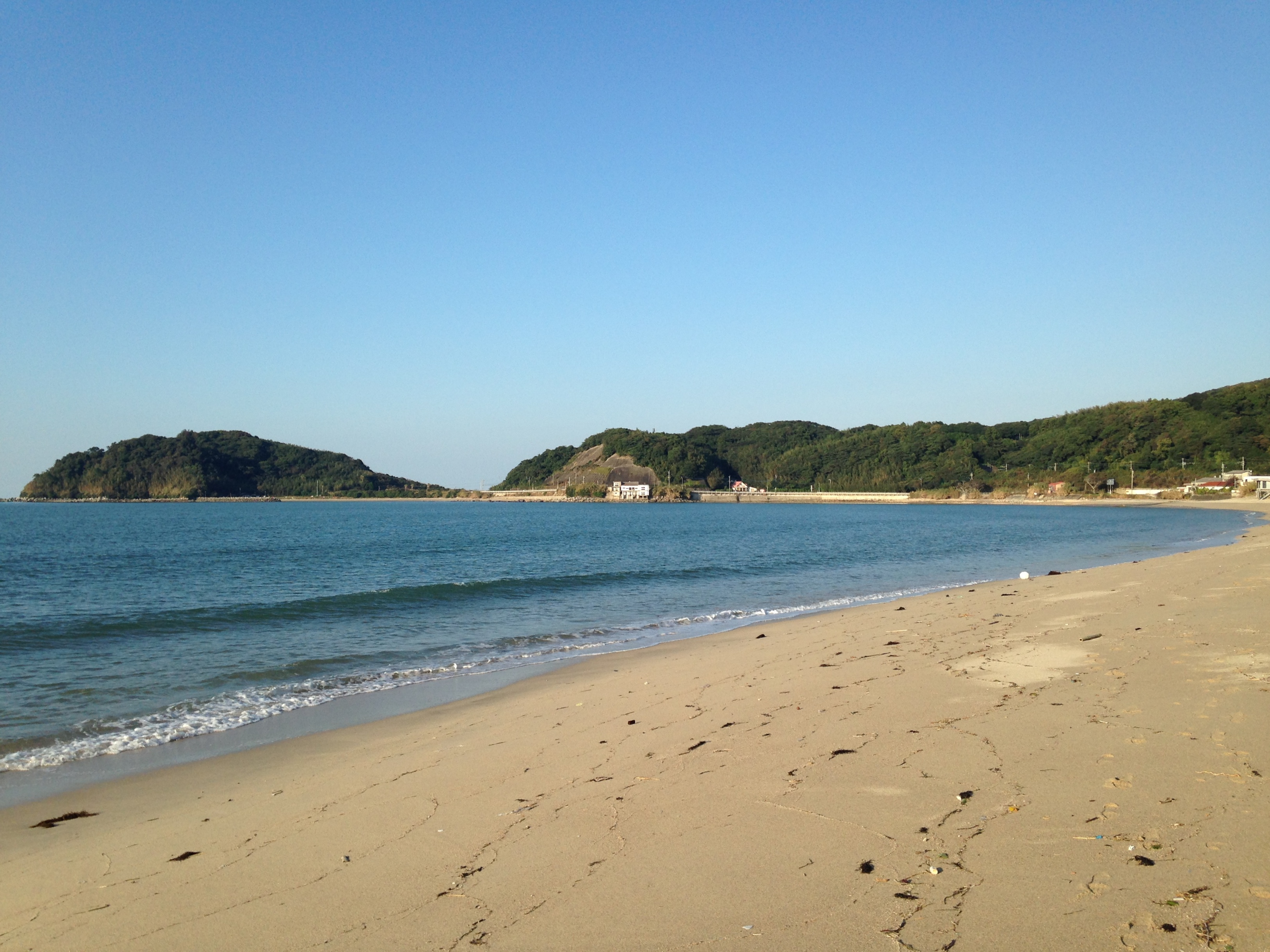
鹿家海水浴場

- 松末五郎稲荷神社（毎年12月目隠し女相撲開催）
- 深江海水浴場

## 企業
- 鈴木木材店
- 片山電気
- ほった電気
- 仁光自動車
- 二丈環境
- サンエー（三菱電機系列）
- アルバック九州
- 九州石井運輸
- Studio Kura
- 江藤石油
- 藤栄建設
- 三苫舗道（経営再建中）
- 田中組
- ドリームコーポレーション（インターネットサービス）

## 二丈町出身の有名人
- 山崎元幹（南満州鉄道最後の総裁）
- 浦和重（ボート選手・2004年アテネオリンピック出場）